# 208
| 208                |
| ------------------ |
| Dødsfald - Fødsler |
|                    |

| Gregoriansk kalender | 208 CCVIII              |
| Ab urbe condita      | 961                     |
| Armensk kalender     | I/T                     |
| Kinesiske kalender   | 2904 – 2905 丁亥 – 戊子 |
| Etiopisk kalender    | 200 – 201               |
| Jødisk kalender      | 3968 – 3969             |
| Hindukalendere       |                         |
| - Vikram Samvat      | 263 – 264               |
| - Shaka Samvat       | 130 – 131               |
| - Kali Yuga          | 3309 – 3310             |
| Iransk kalender      | 414 BP – 413 BP         |
| Islamisk kalender    | 427 BH – 426 BH         |

Se også 208 (tal)

## Født
- 1. oktober – Severus Alexander, romersk kejser